# 나이츠 페리
나이츠 페리(영어:  Knights Ferry)는 고성능 컴퓨팅을 위한 인텔 마이크 아키텍처(영어:  Intel MIC(Many Integrated Core) Architecture )를 구현하기 위한 소프트웨어 개발 플랫폼으로서 2010년 하반기부터 개발자들에게 제공되었다. 공식 상용제품은 후속 제품인 나이츠 코너가 될것으로 예상된다. 그래픽 카드용 라라비 프로젝트와 48개 코어가 집적된 싱글 칩 클라우드 컴퓨터의 연구결과로 개발되었다

## 특징
- 소프트웨어 개발 플랫폼
- 1.2GHz 32개 x86 코어
- 코어당 4개의 스레드로서 총 128스레드
- 8MB 공유 캐시
- 1-2GB GDDR5
- 인텔 HPC 툴이 함께 제공됨

## 같이 보기
- 라라비
- 나이츠 코너
- 인텔 마이크 아키텍처